# Pasqual Boronat i Barrachina
Pasqual Boronat i Barrachina (Penàguila, l'Alcoià, 1866 - València, 1908) va ser un erudit, historiador i eclesiàstic valencià.
Va pertànyer breument a l'ordre religiosa dels carmelites descalços i fou beneficiat eclesiàstic de la parròquia de Santa Caterina de la ciutat de València. Publicà diversos treballs de caràcter religiós i polític, però d'escassa rellevància. Pel contrari, la seua obra com a investigador és considerable. En efecte, destacà sobretot per la seua obra historiogràfica, amb la publicació en premsa de texts i documents relatius a Joan Roís de Corella, Manuel Martí, Francesc Cerdà i Rico, Lluís Galiana i altres escriptors valencians. Per encàrrec del Reial Col·legi del Corpus Christi va escriure les seues dues obres historiogràfiques més importants, amb la intenció de reivindicar la figura de l'arquebisbe i virrei de València, Joan de Ribera: Los moriscos españoles y su expulsión. Estudio histórico-crítico (1901) i El beato Juan de Ribera y el Colegio del Corpus Christi (1904). Ambdues obres conserven plena vigència per a l'estudi de l'expulsió dels moriscs, sobretot per l'ampli aparell documental que hi va aportar.
Utilitzà el pseudònim de Luis de Ontalvilla per a les seues col·laboracions periodístiques i per a altres obres com Conservaciones histórico-familiares acerca de la Región valenciana i El Deán Martí. Apuntes bio-bibliográficos, ambdues publicades l'any 1899.